# UFC on FX: Browne vs. Pezão
O UFC on FX: Browne vs. Pezão é um evento de artes marciais mistas promovido pelo Ultimate Fighting Championship. O evento ocorreria em 7 de setembro de 2012 no Bankers Life Fieldhouse, em Indianápolis, Indiana, mas foi movido para o dia 5 de outubro de 2012 no Target Center, em Minneapolis, Minnesota.

## Background
O evento principal foi entre os pesos peados Travis Browne e Antônio Pezão
O evento era esperado para receber a revanche entre Phil Davis e Wagner Prado, já que a primeira luta não teve resultado depois de Davis acertar acidentalmente o dedo no olho de Wagner. Porém, a luta foi movida para o UFC 153 para substituir a luta entre Vitor Belfort vs. Alan Belcher.
A luta entre Rob Broughton e Matt Mitrione era esperada para acontecer no UFC on Fox: Shogun vs. Vera. No entanto, a luta foi desfeita após Broughton alegar problemas pessoais e foi então remarcada para este evento. No entanto, Broughton foi mais uma vez forçado a sair do evento e agora Mitrione enfrenta Phil De Fries no UFC 155.
Louis Gaudinot era esperado para enfrentar Darren Uyenoyama neste evento. No entanto, Gaudinot se machucou e foi substituído pelo estreante Phil Harris.
Após o cancelamento do UFC 151, as lutas entre Jake Ellenberger vs. Jay Hieron, Michael Johnson vs. Danny Castillo e Shane Roller vs. Jacob Volkmann foram passadas para este evento.
Outra luta que aconteceria no UFC 151, entre Thiago Tavares vs. Dennis Hallman, também foi movida para este evento. No entanto, Hallman se apresentou muito acima do peso no dia da pesagem (3.2 kg acima do limite) e a luta teve que ser cancelada em cima da hora. Sendo esta a segunda vez que o lutador não consegue bater o peso na categoria Leve, Hallman foi demitido do UFC.
Jeremy Stephens era esperado para enfrentar Yves Edwards neste evento, mas Stephens foi preso na manhã do dia 5 de Outubro (dia do evento). 

## Card Oficial
Nota 1 Pelo desafiante nº1 ao Cinturão Peso-Mosca do UFC.

## Bônus da Noite
- Luta da Noite (Fight of the Night):  Diego Nunes vs.  Bart Palaszewski
- Nocaute da Noite (Knockout of the Night):  Michael Johnson
- Finalização da Noite (Submission of the Night):  Justin Edwards